# Eva Koff

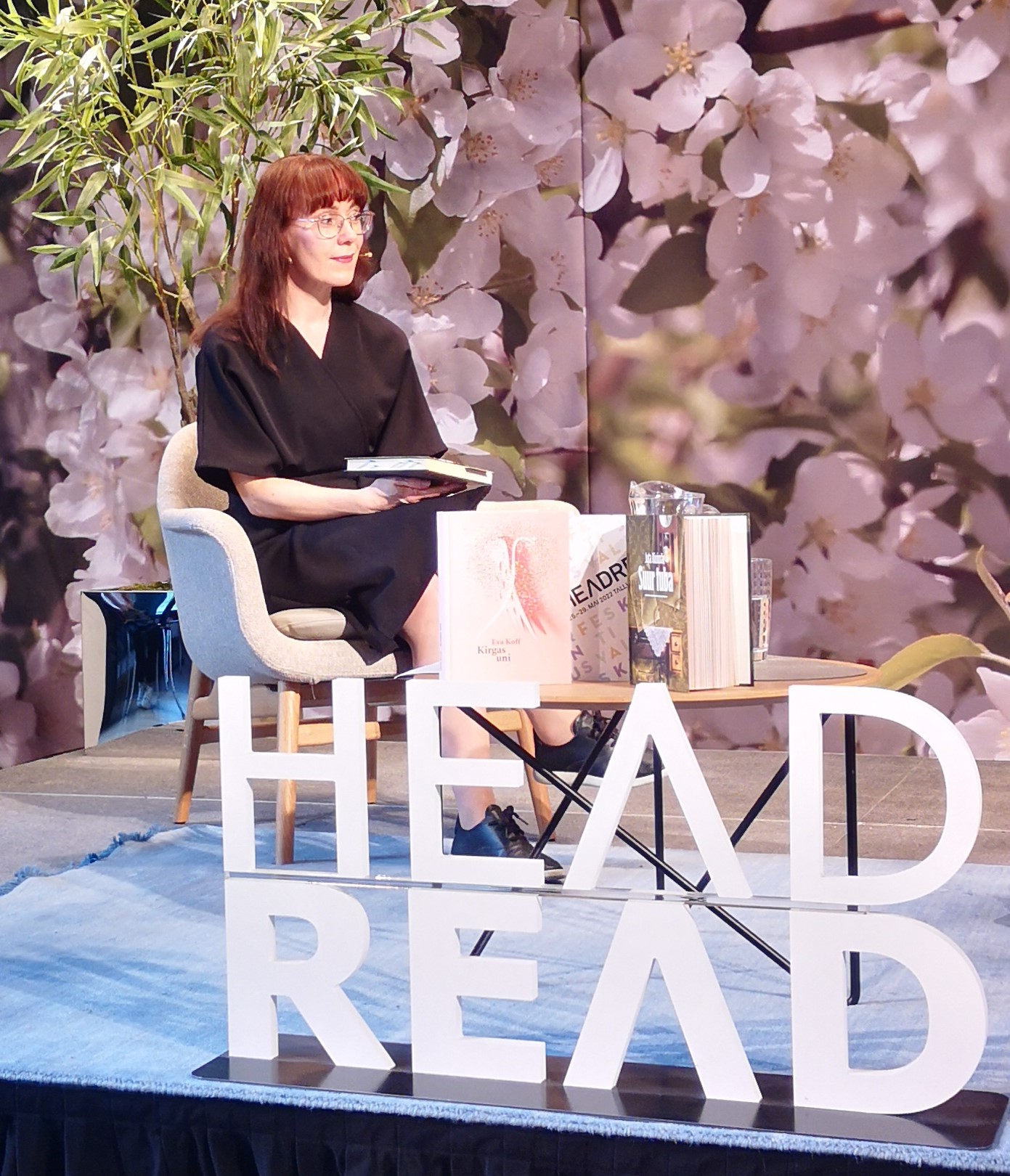
Eva Koff (2022)

Eva Koff (geb. Eva Rõuk, * 17. April 1973 in Tallinn) ist eine estnische Schriftstellerin, Kinderbuchautorin und Übersetzerin.

## Leben
Koff machte 1991 in Tallinn Abitur und studierte anschließend Romanistik an der Universität Tartu. Nach ihrem Studienabschluss 1996 arbeitete sie vornehmlich als Französischlehrerin an verschiedenen Bildungseinrichtungen. Seit 2007 ist sie in dieser Funktion am Tallinner Altstadtgymnasium angestellt.
Eva Koff ist verheiratet mit dem Schriftsteller und Übersetzer Indrek Koff und seit 2014 Mitglied des Estnischen Schriftstellerverbands.

## Werk
Koff debütierte mit einem Kinderbuch und verlegte sich danach auf das Abfassen von Theaterstücken. Ihren größten Erfolg erzielte sie bislang mit dem Roman Der blaue Berg, der 2017 den zweiten Preis beim Estnischen Romanwettbewerb gewann. Die Kritik fand, dass der Roman zeige, „dass das Wesen des Menschen und sein Streben unabhängig von der Zeit sind. Die Gesellschaft kann sich verändern, und das tut sie auch (…), aber die menschliche Seele bleibt immer gleich“. Die Romanhandlung ist abwechselnd zu Beginn und Ende des 20. Jahrhunderts angesiedelt und veranschaulicht der Leserschaft die estnische Geschichte anhand von drei Frauenschicksalen. Manche Kritiker zogen sogar den Vergleich zu Thomas Manns Zauberberg, andere sahen Parallelen zu Vahur Afanasjev, Rein Raud oder Urmas Vadi.
Als Übersetzerin aus dem Französischen hat u. a. sie Bücher von Amélie Nothomb und Anne de Rancourt übersetzt.

## Auszeichnungen
- 2017 Zweiter Preis beim Estnischen Romanwettberwerb
- 2018 Autor des Jahres in Estland

## Bibliografie

### Kinderbücher
- Kust tulevad vastused ('Woher kommen die Antworten'). Tallinn: Valgus 2002. 128 S.
- Mirr ([Name]). Tallinn: Kirjastuskeskus 2008. 83 S.
- (gemeinsam mit Indrek Koff) Laste hotell ('Das Kinderhotel'), in: Hea sõna. Tallinn: Eesti Teatri Agentuur 2010. S. 81–120.
- Keerutädi ('Die Drehtante'). Tallinn: Päike ja Pilv 2012. 30 S.

### Schauspiele und Romane
- Meie isa ('Unser Vater', Schauspiel). Uraufführung 2002.
- Sabaga täht ('Sternschnuppe', Schauspiel). Uraufführung 2006.
- Sinine mägi ('Der blaue Berg'). Tallinn: Varrak 2017. 434 S.; zweite Auflage 2018 sowie als Hörbuch.[5]